# 2021年4月逝世人物列表
2021年逝世人物列表：1月 - 2月 - 3月 - 4月 - 5月 - 6月 - 7月 - 8月 - 9月 - 10月 - 11月 - 12月
2021年4月逝世人物列表，是用于汇总2021年4月期间逝世人物的列表。

## 依日期排序

### 30日
- 罗希特·萨丹纳（英语：Rohit Sardana），41岁，印度男记者和新闻主播，死於COVID-19和心脏病发。[1][2]
- 尤斯南尤索夫，52岁，馬來西亞政治人物，吉蘭丹州默羅（N23）州議員，死於心臟病。[3]
- 金·查安親安（英语：Kom Chuanchuen）（英语：Kom Chauncheun），本名亞金·比達貢（泰語：อาคม ปรีดากุล），64歲，泰國喜劇演員，死於COVID-19。[4]
- 肯斯圖提斯·格拉維卡斯，72歲，立陶宛政治人物，國會議員。[5]
- 阿列克谢·别斯帕利科夫（俄語：Алексей Беспаликов），73岁，俄罗斯政治人物，俄罗斯联邦委员会议员（2010年－2014年）。[6]
- 立花隆（日語：立花 隆），80歲，日本新聞工作者、紀實作家，死于急性冠狀動脈綜合症。[7]
- 林孝谆，85岁，新加坡政治人物，民主党前主席、前国会议员。[8]
- 艾利·布洛德（英语：Eli Broad），87歲，美國慈善家，藝術收藏家和The Broad博物館聯合創始人。[9]
- 約翰·迪伊·霍爾曼（英语：John Dee Holeman），92歲，美國吉他手、歌手和歌曲作家。[10]
- 闵泳珠（韓語：민영주），99岁，韩国抗日独立运动家，韩国独立运动家申圭植外孙女，历史学家金俊烨夫人。[11]
- 戚振安，91岁，中国人，南京大屠杀幸存者。[12]

### 29日
- 張恩華，48歲，中国退役足球運動員，曾为中國國家隊、大連實德足球俱樂部隊長，因心梗去世。[13]
- 漢斯·范巴倫（荷蘭語：Hans van Baalen），60歲，荷蘭政治人物，曾任荷蘭國會議員、歐洲議會議員及「國際自由聯盟」（Liberal International）及「泛歐自由黨派聯盟」兩大民主政黨聯盟的主席。[14]
- 洪鼎良，72歲，新加坡商人，传统咖啡店集团“金山岭”创始人、东主，死于腹腔出血及末期淋巴癌。[15]
- 穆罕默德·本·塔拉勒王子（英语：Prince Muhammad bin Talal），80岁，约旦王室成員。[16]
- 法蘭克·麥克雷（英语：Frank McRae），80歲，美國演員和職業美式足球運動員，死於心臟病。[17]

### 28日
- 星野架名（日語：星野 架名），57歲，日本漫畫家，代表作是《綠野原學園》系列。[18]
- 胡安·霍亚·博尔哈（西班牙語：Juan Joya Borja），65岁，西班牙喜剧演员，由于2007年的一次采访而成为网络迷因。[19]
- 拉札瓦·卡比拉（Rajendra Kapila），81歲，印度裔美國醫生，傳染病專家。因COVID-19於印度的醫院病逝。[20]
- 闵桂荣，87岁，空间技术专家，中国科学院、中国工程院院士，因病逝世[21]。
- 迈克尔·柯林斯（英语：Michael Collins），90岁，美國航天员，曾參與阿波罗11号首次载人登月任务。[22][23]
- 王宪志，92岁，中国军事人物，原军事教育学院院长。[24]

### 27日
- 千靜荷（韓語：천정하），52歲，韓國女演員、曾參與《惡之花》、《境遇之數》、《秘密森林》等戲劇，猝死。[25]
- 李景华，82岁，中国军事人物，原第二炮兵第五十四基地政治委员。[26]

### 26日
- 查爾斯·德沃克斯（英语：Charles de Vaulx），59歲，International Value Advisers 的董事長兼首席投資官，跳樓自殺。[27]
- 塔玛拉·普雷斯（俄語：Тамара Пресс），83岁，前苏联投掷运动员，三枚奥运金牌获得者。[28][29]
- 阿尔·施米特（英語：Al Schmitt），91歲，美國錄音工程師。曾20次獲得葛萊美獎及以名曲「月河」贏得奧斯卡最佳歌曲獎。[30]
- 邓蜀生，98岁，中国战地记者、美国史研究会理事。[31]
- 李玉芬，年齡約80多歲，台灣資深演員，曾演出《嘆煙花》、《黑金》等黑白片，同時是配音員。[32]

### 25日
- 德西雷·科林巴（法语：Désiré Kolingba），64岁，中非政治人物，中非民主联盟（法语：Rassemblement démocratique centrafricain）主席，前中非总统安德烈·科林巴之子。[33]
- 约翰·康拉兹（英語：John Konrads），78岁，澳大利亚籍游泳运动员，奥运金牌获得者（1960年）。[34]
- 神田川俊郎（日語：神田川 俊郎），81歲，日本厨師，死於COVID-19。[35][36][37]

### 24日
- 阿尔伯·艾尔巴茨（英语：Alber Elbaz），59岁，以色列籍时装设计师，浪凡创意总监（2001年-2015年），逝于COVID-19。[38]
- 河野洋一郎（日語：河野 洋一郎），60歲，日本男演員，在《半澤直樹》中飾演董事，也曾參演過《HERO》、《CHANGE》、《八重之櫻》等劇，因肝硬化病逝。[39]
- 姚峰，75岁，中国秦腔表演艺术家，一级导演。[40]
- 菊池俊輔（日語：菊池 俊輔），89歲，日本作曲家，為多部動畫、電視劇、電影作配樂，因吸入性肺炎而去世。[41]
- 白培英，92歲，台灣政治人物，曾任地方政府稅捐處處長、財政部賦稅署署長、財政部長(1992年-1993年)。[42]
- 克里丝塔·路德维希（德語：Christa Ludwig），93岁，德国次女高音歌唱家。[43]

### 23日
- 泰伦斯·克拉克（英語：Terrence Clarke），19岁，美国篮球运动员，死于车祸。[44]
- 丹·卡明斯基（英语：Dan Kaminsky），42岁，美国计算机安全研究员。[45]
- 阿米特·米斯尼（英语：Amit Mistry），47岁，印度男演员，死於心脏病发。[46]
- 马里奥·梅奥尼（英语：Mario Meoni），56岁，阿根廷政治人物，阿根廷交通部长（英语：Ministry_of_Transport_(Argentina)）（2019年起），死於交通事故。[47]
- 阿卜杜勒-拉赫曼·本·哈里菲（英语：Abderrahmane Benkhalfa）（阿拉伯语：عبد الرحمان بن خالفة），71岁，阿尔及利亚前财政部长（2015年-2016年），逝于COVID-19。[48]
- 拉利特·贝尔（英语：Lalit Behl），71岁，印度演员，逝于COVID-19并发症。[49]
- 阿纳托利·卢基扬诺夫（俄語：Анатолий Лукьянов），72岁，俄罗斯汉学家，俄罗斯科学院远东研究所中国文化研究中心主任。[50]
- 米尔瓦（英语：Maria Ilva Biolcati），81岁，意大利歌手、女演员，意大利共和国功绩勋章指挥官勋章获得者（2007年）。[51]
- 張隆盛，81歲，台灣政治人物，曾任國大代表、環保署長、營建署長。被稱為「國家公園之父」，辭世。[52]
- 胡保生，91岁，中国系统工程学家，西安交通大学教授，原中国自动化学会常务理事。[53]

### 22日
- 舒拉万·拉托德（英语：Nadeem–Shravan），66岁，印度宝莱坞作曲家，死於COVID-19。[54]
- 米罗斯瓦夫·汉德克（波蘭語：Mirosław Handke），75岁，波兰政治人物，教育部长（1997年－2000年）。[55]
- 罗清泉，75岁，中国政治人物，湖北省人民政府省长（2003年－2007年），中共湖北省委书记（2007年－2010年）。[56]
- 林田，原名翁斯英，91岁，中国中央人民广播电台前播音员。[57]

### 21日
- 舒乙，86岁，中国作家，中国作家协会全国委员会名誉委员，中国现代文学馆原馆长，作家老舍之子。[58]
- 馬克·費侯（法語：Marc Ferro），96岁，法国历史学家。[59]

### 20日
- 萊斯·麥克恩（英語：Les McKeown），65歲，蘇格蘭歌手，灣市狂飆者合唱團（Bay City Rollers）主唱。[60]
- 陈洪江，65岁，中国政治人物，广西师范大学原副校长（2010年-2015年），民进广西区委第十届副主委。[61]
- 伊德里斯·代比（法語：Idriss Déby），68岁，乍得总统（1990年起），在对抗叛军的戰場上受重伤不治。[62]
- 李小可，76岁，中国画家，中央文史研究馆馆员、北京画院艺委会顾问，李可染之子。[63]
- 潔曼·阿希喬（英语：Germaine Ahidjo），89歲，喀麥隆社交名流，喀麥隆首任第一夫人。[64]

### 19日
- 納西爾·杜蘭尼，64岁，巴基斯坦开伯尔-普什图省总督察长（2013-2017），死於COVID-19。[65]
- 梅瓦爾·喬杜里（英语：Mewalal Chaudhary），68歲，印度學者、政治人物，比哈爾邦議會議員（2015年起）、比哈爾農業大學副校長。[66]
- 苏京平，70岁，中国广播电视节目主持人，获1999年金话筒奖广播金奖。[67]
- 傅显明，88岁，中国人民大学新闻学院教授。[68]
- 沃尔特·蒙代尔（英語：Walter Mondale），93岁，美國政治人物，美国第42任副总统、参议员、1984年美国总统选举的民主党候选人、駐日本大使（1993年－1996年）。[69]
- 瞿汝彪，94岁，中国汽车工程师。

### 18日
- 潘穎諄，28歲，中華民國空軍上尉，3月22日駕駛F-5E戰鬥機失事。（遺體發現日）[70]
- 穆罕默德·赫亞茲（英语：Mohammad Hejazi），65歲，伊朗軍事人物，聖城軍副指揮官（2020年起）、巴斯基前指揮官。[71]
- 王鍾，74歲，香港演員及導演，代表作《警察》。（傳出死訊日期）[72]
- 高洪举，91岁，中国军事人物，原空军工程学院政治委员。[73]
- 李智，93歲，義大利天主教靈醫會神父，台灣醫療奉獻獎得主。[74]

### 17日
- 李賢培（朝鲜语：이현배），48歲，韓國說唱歌手，嘻哈團體45RPM成員。[75]
- 马立娜，53岁，中国政治人物，北京市人民检察院政治部主任。[76]
- 小林治（日語：小林 治），57歲，日本插畫師、動畫演出家、動畫導演。[77]
- 李吉荣，78岁，中国政治人物，四川省政协科技委员会原主任、中共眉山市委原书记（2000年-2001年）。[78]
- 杜近芳，89岁，中国京剧表演艺术家、中国国家京剧院艺术指导委员会顾问。[79]
- 潘曾锡，91歲，中國政治人物，原中国船舶工业总公司副总经理，新华社香港分社原副社长，第八届全国政协委员。[80]
- 金乙粉（韓語：김을분），95歲，韓國演員，拍過唯一一部作品就是2002年的電影《有你真好》。[81]
- 許勝發，96歲，臺灣企業家，前萬泰銀行董事長、太子汽車創辦人。[82]
- 张魁印，100岁，中國軍事人物，原黑龙江省军区副参谋长。[83]
- 海丝特·福特（英語：Hester Ford），115歲245天，美國最長壽女人瑞。[84]

### 16日
- ，52歲，英國演員，代表作《哈利波特系列電影》。[85]
- 蘭吉特·辛哈（英语：Ranjit Sinha），68歲，印度高階警官，印度中央調查局長（2012年－2014年）、鐵路保護部隊局長（2008年－2011年）。[86]
- 久松文雄（日語：久松 文雄），77歲，日本漫畫家、動畫人物設計師。[87]
- 查尔斯·格施克（英语：Charles Geschke），81岁，美國商人暨計算機科學家，Adobe 公司联合创始人，PostScript、PDF格式共同開發者。[88][89]
- 特勒奇克·玛丽（匈牙利语：Törőcsik Mari），85岁，匈牙利女演员，1976年获戛纳电影节最佳女演员奖[90]。
- 孙穗华，96岁，中華民國國父孙中山孙女，孙科次女。[91]

### 15日
- 毛阿如，77歲，柬埔寨政治家、電影製片人，新聞部國務秘書，死於COVID-19。[92]
- 喬·T·聖奧古斯丁（英语：Joe T. San Agustin），90歲，關島政治人物，關島議會議長（1989年－1995年）、關島議會副議長（1983年－1987年）。[93]

### 14日
- 若松武史（日語：若松 武史），70歲，日本演員，代表作《龍馬傳》。[94]
- 鲁斯·杨（英语：Rusty Young (musician)）（英语：Norman Russell "Rusty" Young），75岁，美国吉他手、歌手、曲作家和Poco乐队创始人。
- 伯納·馬多夫（英語：Bernie Madoff），82歲，美國罪犯、前金融界經理人，2008年涉嫌以龐氏騙局方式詐騙投資人達500億美元被捕。[95]
- 耶尔德勒姆·阿克布卢特（土耳其語：Yildirim Akbulut），85岁，土耳其政治人物，总理（1989年－1991年）。[96]
- 水静，92岁，中國政治人物，离休干部、原江西省人事局四处处长，原中顾委委员杨尚奎夫人。[97]
- 梁步庭，99岁，中国政治人物，原中共山东省顾问委员会主任、中共山东省委原书记。[98]
- 杨永斌，94岁，中国军事人物，军事科学院政治委员（1990年-1992年）。[99]

### 13日
- 奧爾德米羅·巴洛伊（葡萄牙語：Oldemiro Balói），66歲，莫三比克政治人物，外交和合作部長（2008年－2017年）、工業，貿易和旅遊部長（1994年－1999年）。[100]
- 欧内斯特·卡瓦洛（英語：Ernest Cravalho），82岁，美国热力学、生物医学专家，麻省理工学院教授。[101]

### 12日
- 吳少芳，54歲，香港女歌手，曾為音樂組合Face To Face成員，死於癌症。[102]
- 杨雄，67岁，中国政治人物，中共上海市委原副书记、市人民政府原市长。[103]
- 盖伦·韦斯顿（英語：Galen Weston），80岁，加拿大商人、富豪，喬治韋斯頓公司执行总裁。[104]
- 饶余鉴，84岁，中国男高音歌唱家、声乐教育家。[105]
- 艾迪·斯特格（英语：Ady Steg），96歲，斯洛伐克裔法國泌尿科醫師，納粹大屠殺倖存者，法國猶太機構代表理事會主席、國家人權諮詢委員會委員。[106]
- 王炜钰，97岁，中国女性建筑师，建筑教育家、建筑与室内设计学家，清华大学建筑学院教授。[107]
- 朱霖，101岁，中国政治人物，外交部政治部原副主任、部纪委副书记。[108]

### 11日
- 隆大介（日語：隆 大介），64岁，韓裔日本藝人、演員。[109]
- 尼爾森·博尼爾（葡萄牙語：Nelson Bornier），71歲，巴西政治人物，眾議院議員（1991年－1996年，2003年－2012年）、新伊瓜蘇市長（1997年－2002年，2013年－2016年）。[110]
- 李艾青，93岁，中國學者，北京师范大学离休干部、副教授。[111]
- 汪普生，75歲，中國政治人物，江西省水利廳原黨委書記、江西省人大常委會原委員、江西省人大農業和農村委員會原副主任委員。[112]
- 土屋春雄（日語：土屋 春雄），76歲，日本賽車界人物、賽車車輛工程師，口腔癌病逝。[113]

### 10日
- 唐珊珊，40岁，中国记者，任职于中国房地产报社。[114]
- 辛迪西韋·范·齊爾（英语：Sindisiwe van Zyl），45歲，南非醫師、HIV活動家，南非無國界醫生成員，死於COVID-19。[115]
- 李希勇，57岁，中国企业人物，山东能源集团有限公司董事长（2015年起）。[116]
- 馮可立，69歲，香港社工界之父，前任香港中文大學社工系榮譽副教授。[117]
- 薩迪什·卡尔（英语：Satish Kaul），74岁，印度男演员，死於COVID-19。[118]
- 黃樹棠，75歲，香港電視演員，死於癌症。[119][120]
- 王泉云，80岁，中国麻醉科医师，四川大学华西医院教授。[121]
- 陈文英，96岁，中国人，南京大屠杀幸存者。[122]
- 葛錫迪（英語：Edward Cassidy），96歲，澳大利亞天主教會樞機，教廷駐中華民國大使（1970年－1979年）、宗座促進基督信徒合一委員會主席（1989年－2001年）。[123]
- 马大任，101岁，飞虎队译电员，多所知名图书馆馆长，马公愚次子。[124][125]
- 維克多·穆克特（英语：Victor Mukete），102歲，喀麥隆政治人物、酋長，參議員、喀麥隆電信董事會主席。[126]

### 9日
- 厄爾·西蒙斯（英語：Earl Simmons），50歲，藝名「DMX」，美國嘻哈音樂歌手，药物过量引发心臟病而死。[127]
- 重野安正（日語：重野 安正），79岁，日本政治人物，曾任众议院议员。[128]
- 陆正红，86岁，中国京剧演员，上海京剧院一级演员，荀派荀慧生亲传弟子。[129]
- 张缙，90岁，中国中医师，国家级非物质文化遗产针灸项代表性传承人。[130]
- 拉姆齊·克拉克（英語：Ramsey Clark），93岁，美国政治人物，司法部长（1967年－1969年）。[131]
- 愛丁堡公爵菲利普親王（英語：Prince Philip, Duke of Edinburgh），99歲，英国王室成员，现任英国君主之王夫。[132]

### 8日
- 菲利普·亞當斯（英語：Phillip Adams），32岁，美国职业美式足球运动员。[133]
- 赵勇，45岁，中国广东省广州市中山大学教授兼博士生导师、中山大学生命科学学院院长。[134]
- 米歇爾·伯森（法语：Michel Berson），75歲，法國政治人物，參議員（2011年－2017年）、埃松省委員會主席（1998年－2011年）。[135]
- 喬萬·戴維克（英语：Jovan Divjak），84歲，波士尼亞與赫塞哥維納軍事人物，波斯尼亚和黑塞哥维那共和国军陸軍副司令（1993年－1997年），參與過波士尼亞戰爭、塞拉耶佛圍城戰役。[136]
- 理查德·拉什（英語：Richard Rush），91歲，美國導演、劇作家和製片人，代表作如《鬼馬雙警（英语：Freebie and the Bean）》和《特技殺人狂（英语：The Stunt Man）》。[137]
- ，92歲，美國作家、演說家，未來學領域的一位作家和公共發言人。[138]
- 鍾愛理遜（英語：Alison Bell Fok），96歲，英國蘇格蘭籍香港醫生和革新會政治人物，市政局民選議員（1956年－1963年；1965年－1969年），香港各級議會歷來首位女性議員。[139]

### 7日
- 李旭，52岁，中国政治人物，黑龙江省鹤岗市人民政府副市长（2015年起）。[140]
- 尕沙，52岁，中国医生，青海省玉树州疾病预防控制中心副主任。[141]
- 徐福厚，66岁，中国油画家，河北师范大学美术学院原院长。[142]
- ，66歲，葡萄牙政治人物，共和國議會議員（1987年－2006年）、葡屬澳門教育和社會事務副秘書長辦公廳主任（1988年－1989年）、葡屬澳門教育，體育和公共事務副秘書長（1989年－1991年）。[143]
- 牛西午，73岁，中国农学家，山西省农业科学院原院长。[144]
- 安东尼奥·卡尔佩（英语：Antonio Calpe），81岁，西班牙足球运动员，场上司职后卫，曾效力于包括皇家马德里等多支西班牙球队。[145]
- 拉斐爾·本朱梅亞·卡貝扎·德·瓦卡（西班牙语：Rafael Benjumea Cabeza de Vaca），82歲，西班牙貴族、土木工程師，第十七代瓦爾德卡納斯侯爵、第十八代佩尼翁德拉維加伯爵、第四代瓜達霍斯伯爵，阿斯圖里亞斯女親王基金會董事會成員。[146]
- 石滋宜，84歲，台灣工程師，曾任中國生產力中心總經理，被喻為「台灣自動化之父」。[147]
- 科莱特·普里瓦（法語：Colette Privat），95岁，法国政治人物，马罗姆市长（1977年－1998年）。[148]

### 6日
- 董宥均，44歲，MarketAmerica「執行副總裁級」超連鎖®店主。[149]
- 王良贵，48岁，中国作家，中国美术学院视觉中国协同创新中心副主任（2018年起）。[150]
- 倪炎元，64岁，《中國時報》總主筆（1987-2012年），銘傳大學傳播學院院長（2014年起）。[151]
- 馬佐平，75歲，美國華裔電機工程學者，台灣中央研究院第29屆院士、美國國家工程院院士、美國電機及電子工程學會會員。[152]
- 保罗·拉比诺（英語：Paul Rabinow），76岁，美国文化人类学家，伯克利加州大学教授。[153]
- 胡忠勇，78歲，台灣政治人物，七屆苗栗縣議員。[154]
- 傑克·韋尼諾（英语：Jack Veneno），79歲，多明尼加職業摔跤手、政治人物，體育部副部長。[155]
- 阿爾西·黑斯廷斯（英语：Alcee Hastings），84歲，美國政治人物，聯邦眾議員（1993年起）。[156]
- 孔汉思（德語：Hans Küng），93岁，瑞士神学家、汉学家、作家。[157]
- 王风，98岁，原国家物资总局天津办事处副主任、离休干部。[158]
- 李鸿翔，101岁，中国老红军，曾参加1930年代进行的中国工农红军长征。[159]

### 5日
- 金德强，51岁，中国河北泊头人，卡车司机，2021年在河北唐山丰润因北斗定位掉线被罚款2000元当事人，服用百草枯自杀身亡。[160]
- 高云峰，54岁，中国机器人领域专家，哈尔滨工业大学机电工程学院副教授。[161]
- 西蒙·保羅·亞當斯（英语：Simon Paul Adams），54歲，英國男演員，曾參演《哈利波特：混血王子的背叛》等經典電影，腦癌病逝。[162]
- 蘇格拉底·哈西科斯（希臘語：Σωκράτης Χάσικος），64歲，賽普勒斯政治人物，國防部長（1999年－2003年，2014年）、內政部長（2013年－2017年），死於癌症。[163]
- 赵二湖，74岁，中国政治人物，山西省民间工艺美术家协会主席，赵树理次子。[164]
- 馬爾科姆·史密斯（英語：Malcolm Smith），77歲，巴布亞紐幾內亞政治人物，東高地省長（2002年－2012年）。[165]
- 袁广如，80岁，中国琢玉工艺美术家，第五届中国工艺美术大师。[166]
- 张富德，82岁，中国教育工作者，清华大学水利水电工程系教授。[167]
- 高島俊男（日語：高島 俊男），84岁，日本中国文学研究学者。[168]
- 馬歇爾·薩林斯（英語：Marshall Sahlins），90岁，美国人类学家，芝加哥大学教授。[169]

### 4日
- 王倬榕，27岁，中國醫師，北京大学医学部八年制博士毕业生、北京清华长庚医院医生。[170]
- 夏磊，56岁，中国河南省郑州大学第一附属医院骨科副主任，郑州大学脊柱畸形研究所所长，死於突发心肌梗塞。[171]
- 謝麗爾·基蘭（英語：Cheryl Gillan），68岁，英国政治人物，威爾斯事務大臣（2010年 - 2012年）。[172]
- 金寅，77岁，韩国职业围棋九段棋手。[173]
- 法蘭克·姆德拉羅斯（英语：Frank Mdlalose），89歲，南非政治人物，夸祖魯-納塔爾省長（1994年－1997年），死於COVID-19。[174]
- 王善荣，90岁，中国政治人物，中华全国归国华侨联合会原副主席。[175]
- 朱自煊，94岁，中国城市规划学者，清华大学建筑系教授，梁思成亲授弟子。[176][177]
- 橋田壽賀子（日語：橋田 壽賀子），95歲，日本腳本家、劇作家，代表作《阿信》。急性淋巴瘤。[178]
- 释新成，102岁，中国佛教僧人，原广东省佛教协会会长。[179]

### 3日
- 艾米·朗兹（英語：Amii Lowndes），29岁，英国影视演员，死於心血管疾病引发癫痫。[180]
- 章劲松，49岁，中国企业人物，成都传媒集团首席投资官。[181]
- 张跃华，53岁，中国客運司機員，湖南省郴州市郴汽集团宜章分公司401路班车（宜章—郴州）司机，死於突发脑溢血。[182]
- 马小群，55岁，中国客運司機員，陕西省咸阳市淳化县明吉客运有限公司通村客运班车（淳化—胡家庙）司机，死於突发脑溢血。[183]
- 羅瑩雪，69歲，台灣政治人物，前任中華民國法務部長（2013年－2016年）、兒福聯盟基金會董事長，乳癌病逝。[184]
- 田村正和（日語：田村 正和），77歲，日本演員，代表作《古畑任三郎》。心臟衰竭而逝。[185]
- 曹鹤龙，82岁，中国出版工作者，国家图书馆出版社原社长。[186]
- 罗伯特·蒙代尔（英語：Robert Alexander Mundell），88歲，加拿大经济学家，1999年诺贝尔经济学奖得主，被誉为“欧元之父”。[187]
- 三好彻（日語：三好 徹），90岁，日本作家，日本推理作家协会理事长（1979年－1981年）。[188]
- 格洛丽亚·亨利（英语：Gloria Henry），98岁，美国演员。[189]

### 2日
- 台灣2021年太魯閣號列車出軌事故部份死者：
  - 楊琪蓁，6歲，幼稚園女童，為此事故年紀次小的罹難者（2015-05-06－2021-04-02）。[190][191][192]
  - 張恩昀，20歲，臺灣田徑運動員。[193][194][195]
  - 張恩翔，22歲，臺灣田徑運動員。
  - 江沛峰，32歲，臺灣臺鐵助理司機。[196]
  - 袁淳修，33歲，臺灣臺鐵司機員。[197][198]
- 中钵优香，37岁，日本乐队木芥子娃娃贝斯手，死於脑癌。[199]
- 黃國俊，47歲，馬來西亞男歌手。[200]
- 吴相洲，58岁，中国古代诗歌研究学者，广州大学人文学院教授。[201]
- 陈学众，66歲，中国汽摩运动员，中国汽车摩托车运动联合会原副主席。[202]
- 三井辨雄（日語：三井 辨雄），78岁，日本政治人物，众议院议员（2000年－2012年）。[203]
- 张余庆，81岁，中国政治人物，深圳市人大常委会原副主任。[204]
- 克里斯蒂安·威甘·圖米（西班牙語：Christian Wiyghan Tumi），90岁，喀麦隆天主教会主教，天主教杜阿拉总教区总主教（1991年－2009年）、荣休主教。[205]
- 释净良，92岁，台湾佛教人物，中国佛教会理事长（2001年－2010年）。[206]

### 1日
- 田士起，74岁，中国政治人物，华北航天工业学院原党委副书记。[207]
- 賴亞普普·約瑟夫（英语：Rayappu Joseph），80歲，斯里蘭卡天主教會主教，天主教馬納爾教區主教（1992年－2016年）、名譽主教。[208]
- 车铭洲，84岁，中国哲学家，南开大学教授。[209]
- 韩元莹，87岁，中国教育工作者，哈尔滨工业大学机电学院机械设计系副教授。[210]
- 周玉书，87岁，中国人民解放军中将，原广州军区副司令员。[211]
- 赤崎勇（日語：赤崎 勇），92歲，日本化學工程學家，藍光LED共同發明者，2014年諾貝爾物理學獎共同得主。[212]

### 日期不詳
- 數原晉（日語：数原 晋），74歲，日本吹奏樂演奏家。[213]